# المپیاد جهانی هوش مصنوعی
المپیاد جهانی هوش مصنوعی (به انگلیسی: International Olympiad in Artificial Intelligence (IOAI))، یک مسابقه علمی بین‌المللی در زمینه هوش مصنوعی (AI) است. IOAI یک رقابت تیمی برای دانش‌آموزان دبیرستانی است - هر کشور یا قلمرو با حداکثر دو تیم متشکل از حداکثر چهار دانش‌آموز، که توسط یک رهبر پشتیبانی می‌شوند، در آن شرکت می‌کند. اولین IOAI در سال ۲۰۲۴ در بورگاس، بلغارستان برگزار شد.

## ساختار
المپیاد جهانی هوش مصنوعی شامل دو مرحله است: علمی و عملی.
- مرحله علمی: مرحله علمی شامل دو بخش است: در خانه (با وزن کم) و در محل. شرکت‌کنندگان یک ماه فرصت دارند تا مسائل خانگی و هشت ساعت برای مسائل در محل را حل کنند.

- مرحله عملی: مرحله عملی به مدت چهار ساعت در محل برگزار می‌شود و شامل دو مسئله است که شامل تولید تصویر و ویدیو می‌شود. شرکت‌کنندگان با ابزارهای هوش مصنوعی موجود برای تولید یک نتیجه بصری کار می‌کنند.

توزیع جوایز: تقریباً ۵۰ درصد از شرکت‌کنندگان در هر مرحله، به ترتیب جوایز طلا، نقره و برنز را با نسبت ۱:۲:۳ (مدال در مرحله علمی و جوایز در مرحله عملی) دریافت می‌کنند. ۳ تیم برتر جوایز افتخاری دریافت می‌کنند.
IOAI به عنوان یک المپیاد هوش مصنوعی، به طور فعال در بحث با عموم مردم در مورد جنبه‌های اخلاقی و آینده هوش مصنوعی، عمدتاً از طریق مرحله عملی و کنفرانس خود، مشارکت دارد. IOAI قصد دارد هر ساله یک فرد مشهور محلی را برای تبلیغ IOAI و به همراه دانشجویان برای الهام بخشیدن به گفتگوی گسترده‌تر جامعه در مورد هوش مصنوعی، درگیر کند. در کنفرانس IOAI، تیم‌ها و مهمانان المپیاد این فرصت را دارند که در سخنرانی‌ها شرکت کنند و در جلسات عملی در مورد موضوعات روز هوش مصنوعی شرکت کنند.

## بنیان‌گذاران
المپیاد جهانی هوش مصنوعی توسط بنیاد LERAI، با اعضای لورا دینوا، النا مارینووا، رزیتسا دکووا، الکساندر ولینوف و ایوا گومنیشکا تاسیس شد. این المپیاد برای توسعه وظایف رقابتی خود با دانشمندان مشهور از دانشگاه‌های پیشرو همکاری می‌کند. شرکا و حامیان مالی IOAI شامل مؤسسات، سازمان‌های مردم‌نهاد و شرکت‌هایی در سراسر جهان هستند.

## مدیریت
هیئت مدیره فعلی IOAI متشکل است از:
- النا مارینووا، رئیس هیئت مدیره، بنیان‌گذار
- الکساندر ولینوف، رئیس، بنیان‌گذار
- کاتیا پروتسکو، دبیر
- علی شریفی زارچی، رئیس کمیته علمی
- یووا کمنتچدییوا، دبیر کمیته علمی
- لورا دینوا، بنیان‌گذار
- روزیسا دکووا، بنیان‌گذار
- ایوا گومنیشکا، بنیان‌گذار
- آنتونیو کارلان
- استیون چن
- یانگ مائو، نماینده میزبان ۲۰۲۵

## تاریخچه
اولین دوره المپیاد جهانی هوش مصنوعی از ۹ تا ۱۵ اوت ۲۰۲۴ در بورگاس، بلغارستان برگزار شد. در این رویداد نزدیک به ۲۰۰ دانش‌آموز از ۳۲ کشور و سرزمین از ۶ قاره، در قالب ۴۱ تیم شرکت داشتند. تمرکز بخش علمی مسابقه ۲۰۲۴ بر پردازش زبان‌های طبیعی، یادگیری ماشین و بینایی رایانه‌ای بود. در بخش عملی، دانش‌آموزان در فضای هوش مصنوعی و هنر کار کردند و یک کاور و ویدیو برای ریمیکس آهنگ "عشق" اثر خواننده بلغاری، ماریا ایلیوا، ساختند.
برای المپیاد بین‌المللی هوش مصنوعی ۲۰۲۵، پکن، چین به عنوان شهر میزبان انتخاب شده است.

## کشورها و قلمروهای شرکت‌کننده
۲۰۲۴، کشورها و قلمروهای بنیان‌گذار:
استرالیا، بنگلادش، برزیل، بلغارستان، کانادا، چین، کلمبیا، السالوادور، استونی، هنگ کنگ، مجارستان، ایران، جزیره من، ژاپن، اردن، قزاقستان، قرقیزستان، ماکائو، مالزی، مغولستان، نپال، هلند، لهستان، لتووو، رومانی، سنگاپور، سوئد، چین تایپه، تونس، ترکیه، امارات متحده عربی، ایالات متحده آمریکا، ویتنام.

## المپیاد هوش مصنوعی در ایران
در ایران، باشگاه دانش‌پژوهان جوان متولی برگزاری المپیاد ملی هوش مصنوعی و اعزام نفرات برتر به المپیاد جهانی است. به دلیل نوپا بودن این المپیاد، دانش‌آموزان اعزامی به دوره‌های اول و دوم IOAI، از برگزيدگان مدال طلای المپیادهای ریاضی و کامپیوتر انتخاب شدند. در اولین دوره IOAI در سال ۲۰۲۴، تیم ایران با چهار شرکت‌کننده در این المپیاد حضور یافت؛ اعضای تیم ایران در این المپیاد را محمدصدرا کوهستانی، امیرحسین زارعی، پارسا صادقی و علیرضا رحیمی یزدی تشکیل می‌دادند. تیم ایران در اولین دوره المپیاد هوش مصنوعی به مدال برنز دست یافت؛ این تیم در یکی از سه مسئله مسابقه، راه‌حلی ارائه کرد که دقت آن نه تنها از سایر تیم‌ها، بلکه از راه‌حل طراح سوال نیز بالاتر بود.
در دومین دوره IOAI در سال ۲۰۲۵، تیم ایران با اعضای رادین رحمانی‌نودهی، علی شایان، پارسا گلستانی و آرش یوسف‌نژاد در مسابقه شرکت کرد. در این دوره از المپیاد، برخلاف دوره اول آن و همانند سایر المپیادهای جهانی، مدال‌ها به صورت انفرادی به شرکت‌کنندگان اهدا شد. در پایان رقابت‌ها، علی شایان و آرش یوسف‌نژاد به مدال نقره و رادین رحمانی و پارسا گلستانی به مدال برنز دست یافتند.
اولین دوره المپیاد کشوری هوش مصنوعی در سال تحصیلی ۱۴۰۳-۱۴۰۴ برگزار شد. کسانی که در این المپیاد به مدال طلا دست یابند، پس از گذراندن دوره‌های آموزشی و شرکت در آزمون‌های انتخاب تیم ملی، به سومین دوره المپیاد جهانی هوش مصنوعی در سال ۲۰۲۶ اعزام خواهند شد.